# 劉峻栄
劉 峻栄（りゅう しゅんえい、リュウ・ジュンロン、英語: Liu Junrong、2007年12月25日 - ）は、中華人民共和国の男子バドミントン選手。

## 経歴
同い年の陳俊廷とペアを組む。
2024年のアジアジュニア選手権で銅メダルを獲得した。